# Heaven and Hell (песня)
Heaven and Hell (с англ. — «Рай и Ад») — песня британской хэви-метал-группы Black Sabbath, вышедшая в 1980 году на одноимённом альбоме. Это был первый альбом группы с новым вокалистом Ронни Джеймс Дио, заменившим Оззи Осборна. Песня также выходила в концертном исполнении как сторона Б на сингле Die Young. Музыка написана в основном Айомми, текст — Дио, однако, в силу устоявшихся в группе традиций, авторские права распространяются на всех участников группы. Песня стала программной в репертуаре группы в период её существования без Осборна и исполнялась всеми вокалистами. Также многократно исполнялась в сольных выступлениях Дио.
Первоначальный вариант песни был написан вместе с Осборном, но отличался текстом и вокальной мелодией. По утверждению Айомми у него сохранилась запись песни в исполнении Оззи.
Дио говорил, что это его любимая песня в творчестве. В интервью, данному каналу VH1 для передачи «Heavy: История Metal», Дио заявил, что это песня о возможности каждого человека выбрать делать добро или делать зло, по сути, что у каждого человека внутри себя есть «рай и ад». Во время концертного исполнения этой песни музыканты, как правило, импровизируют, Айомми удлиняет гитарное соло гитары, а вокалисты включают дополнительные тексты об ангельских и демонических явлениях, своё личное суждение и тому подобное.
Официальное видео этой песни с вокалистом Тони Мартином вышло в 1995 году на видеоряде к альбому Cross Purposes Live. Её так же исполнял вокалист группы Judas Priest Роб Хэлфорд в составе Black Sabbath 14 и 15 ноября 1992 во время выступления в Коста-Месса.
Во время сочинения песни, в связи с тем, что в этот момент группу временно покинул Батлер, на бас-гитаре подыгрывал Дио, однако затем в группу пришёл Джефф Николс который и написал основную часть партии для бас-гитары. Басовая партия напоминает по звучанию песню «Mainline Riders» группы Quartz в которой ранее играл Николс. Вскоре, однако, Николс стал сессионным клавишником группы, а партию бас-гитары записал Крейг Грубер. В дальнейшем Батлер вернулся в группу и вся запись партии басов с Грубером была вырезана.
Мартин Попофф в своей книге, составленной по опросам 18 тысяч фанатов, исполнителей и журналистов, «The Top 500 Heavy Metal Songs of All Time» поместил «Heaven and Hell» на 11-е место. VH1 поместил её на 81-е место в списке лучших хард-роковых песен. В марте 2023 года группа авторов американского издания Rolling Stone включила композицию в список «100 величайших хеви-метал песен всех времён». В этом рейтинге она заняла 31-ю позицию.
Концертное исполнение Дио записано на его сольном альбоме 1984 года A Special from the Spectrum.
Кавер версии песни неоднократно игрались различными группами и исполнителями.
Песня звучала в игре Grand Theft Auto IV.

## Участники записи
- Ронни Джеймс Дио — вокал
- Тони Айомми — гитара
- Гизер Батлер — бас-гитара
- Билл Уорд — ударные

при участии
- Джефф Николс — клавишные